# 斯特罗加诺夫家族

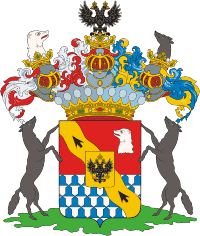
斯特罗加诺夫家族的纹章

斯特罗加诺夫家族（俄语：Стро́гановы）是俄罗斯的一个著名贵族家族。在16世纪至20世纪初，这个家族曾中大商人、企业家、实业家、大地主和政治家辈出。
斯特罗加诺夫家族自16世纪伊凡雷帝在位期间以来，是俄罗斯沙皇国最富有的一个商业家族。这个家族曾出资支持对西伯利亚的征服，以及俄罗斯混乱时期德米特里·波扎尔斯基驱逐波兰人、重新占领莫斯科。
彼得大帝在位期间，将斯特罗加诺夫家族提拔为贵族，世袭男爵。
1917年俄国革命之后，斯特罗加诺夫家族支持白军，俄国内战结束以后流亡国外，其在国内的所有地产被布尔什维克没收，成为国有地产。

## 先遣拓殖
早在1558年前沙皇就在莫斯科召見了這一家部分成員，詢問他們如何保衛彼爾姆地區和迫使汗王退卻，諭令他們返回故里抵抗西伯利亞人和保衛這一地區，並“管理西伯利亞人及其他汗國和地區人們的一切問題，向他們頒發了詔書”。
到1558年4月13日沙皇首次賜給該家族從卡馬河一直到楚索瓦亞河流域的八十八俄哩長的土地，原先沒有俄人居住於此：他們獲准可安置從俄國新遷來的移民，免徵捐稅二十年，同時沙皇明令“在堅固易守之地，可修建城鎮、寨堡”，派兵駐守。
1564年1月11日沙皇又賞賜該家族坎科爾城以下二十俄哩的大片上地，明確指示其可設置速射炮，並可自行派遣火槍兵和衛兵守衛，僱工製造自用火器。家族領地擴大的同時，就此也擁有了製造和使用武器的特權，還有權自由招募炮手、火槍手和防御人員，其先後建立坎科爾城和克爾格丹城（今奧爾洛夫城）。
該家先後在要沖之地建立近十座城堡。除上述幾個，1570年在西爾瓦河和亞伊瓦河還建起了西爾文斯克和亞伊文斯克，還有尼日涅一楚索夫斯基、維爾霍涅一楚索夫斯基、瑟爾文斯基、奧切爾斯基等城堡，形成一道屏障：在正式進攻西伯利亞汗國時，這些地方便成為了軍事據點。

## 著名家族成员
- 阿尼凯·费奥多罗维奇·斯特罗加诺夫，俄罗斯商人。
- 谢苗·阿尼凯耶维奇·斯特罗加诺夫（英语：Semyon Stroganov），俄罗斯商人。
- 马克西姆·雅科夫列维奇·斯特罗加诺夫（俄语：Строганов, Максим Яковлевич），俄罗斯商人
- 尼基塔·格里戈里耶维奇·斯特罗加诺夫（俄语：Строганов, Никита Григорьевич），俄罗斯商人
- 格里戈里·德米特里耶维奇·斯特罗加诺夫（英语：Grigory Dmitriyevich Stroganov），俄罗斯地主、政治家。
- 帕维尔·安德烈耶维奇·斯特罗加诺夫（英语：Pavel Alexandrovich Stroganov），俄罗斯军官、政治家、伯爵。
- 格里戈里·亚历山德罗维奇·斯特罗加诺夫（俄语：Строганов, Григорий Александрович），俄罗斯外交官。
- 谢尔盖·格里戈里耶维奇·斯特罗加诺夫（英语：Sergei Grigoryevich Stroganov），俄罗斯政治家。
- 亚历山大·格里戈里耶维奇·斯特罗加诺夫，俄罗斯政治家。